# Chrysops potanini
Chrysops potanini är en tvåvingeart som beskrevs av Pleske 1910. Chrysops potanini ingår i släktet Chrysops och familjen bromsar. Inga underarter finns listade i Catalogue of Life.